# Région de langue néerlandaise de Belgique
Pour les articles homonymes, voir Flandre et Néerlandais de Belgique.

Les quatre régions linguistiques de Belgique. La région de langue néerlandaise est en vert.

La région de langue néerlandaise est une des quatre régions linguistiques de Belgique, et correspond aux contours de la Région flamande comprenant les 300 communes de Belgique dont la seule langue officielle est le néerlandais (en faisant abstraction des facilités linguistiques octroyés notamment aux minorités francophones). Avec ses quelque 6 117 440 habitants, elle regroupe 57,8 % de la population belge.

## Langues
Le néerlandais est la seule langue officielle.
Cependant la minorité francophone dispose des facilités linguistiques sur les communes suivantes :
- « Communes périphériques » (périphérie de la Région de Bruxelles-Capitale) :
  - Kraainem (les francophones utilisent parfois l’ancienne orthographe brabançonne Crainhem)
  - Drogenbos
  - Linkebeek
  - Rhode-Saint-Genèse (Sint-Genesius-Rode)
  - Wemmel
  - Wezembeek-Oppem

- « Communes de la frontière linguistique » (à la frontière linguistique entre les régions linguistiques française et néerlandaise :
  - Biévène (Bever)
  - Espierres-Helchin (Spiere-Helkijn)
  - Fourons (Voeren)
  - Herstappe
  - Messines (Mesen)
  - Renaix (Ronse)